# Grzegorz Hedwig
Grzegorz Hedwig (Nowy Sącz, 17 de julio de 1988) es un deportista polaco que compite en piragüismo en la modalidad de eslalon.
Ganó tres medallas en el Campeonato Europeo de Piragüismo en Eslalon entre los años 2016 y 2022.

## Palmarés internacional
| Campeonato Europeo | Campeonato Europeo             | Campeonato Europeo | Campeonato Europeo |
| Año                | Lugar                          | Medalla            | Competición        |
| ------------------ | ------------------------------ | ------------------ | ------------------ |
| 2016               | Liptovský Mikuláš (Eslovaquia) | Medalla de plata   | C1 por equipos     |
| 2020               | Praga (República Checa)        | Medalla de bronce  | C1 por equipos     |
| 2022               | Liptovský Mikuláš (Eslovaquia) | Medalla de plata   | C1 por equipos     |